# 津田正真
津田 正真 （つだ まさざね、元和4年（1618年） - 延宝3年（1675年）） は、加賀藩の重臣、人持組津田玄蕃家第3代当主。父は津田正忠。子は津田正右（病身のため嫡を辞す）、津田孟昭。通称内蔵助、玄蕃。号仙令。

## 生涯
加賀藩家老・津田正忠の長男として金沢に生まれる。正保3年（1646年）、前田綱紀に仕えて知行1500石を賜る。万治3年（1660年）、父正忠の死去により、家督とその遺領のうち6500石を相続し、合わせて禄高8000石となる。
寛文3年（1663年）に藩主綱紀の命で、霊元天皇即位の御賀使として上洛する。翌寛文4年（1664年）には江戸に使いをした。詩作と書に巧みで、漢詩を石川丈山に、書を松花堂昭乗に師事した。
延宝3年（1675年）没。享年58。長男の正右は病弱のため、家督は次男の孟昭が相続した。